# 吴秀凤
吴秀凤（1947年—），籍貫台湾台南，汉族，中华人民共和国政治人物，湖北省政协副主席，台湾民主自治同盟盟员，第十一届全国人民代表大会湖北地区代表。
毕业于江汉大学中文秘书系。2008年起担任全国人大代表。